# Şölen, Ergani
Şölen là một xã thuộc huyện Ergani, tỉnh Diyarbakır, Thổ Nhĩ Kỳ. Dân số thời điểm năm 2008 là 2.57 người.